# György Sebők
György Sebők est un pianiste et pédagogue hongrois né le 2 novembre 1922 à Szeged et mort le 14 novembre 1999 à Bloomington.

## Biographie
Enfant précoce, il donne en concert le premier concerto de Beethoven à onze ans, sous la direction de Ferenc Fricsay. Il entre en 1938 à la prestigieuse Académie de musique Franz-Liszt de Budapest, où enseignent Béla Bartók et György Sándor. Il fréquente la classe d'écriture de Zoltán Kodály, et celle de musique de chambre de Leó Weiner. 
En 1946, il fait ses débuts professionnels avec la Philharmonie roumaine sous la direction de Georges Enesco. Pendant dix ans, il se produit dans toute l'Europe soviétique.
En 1948, il est nommé professeur au conservatoire Béla-Bartók de Budapest. Après les premiers prix qu'il remporte au concours international de Berlin, en 1951, et au concours Franz-Liszt de Budapest, en 1952, sa renommée franchit les frontières.
Après l'invasion russe de 1956, il quitte la Hongrie et s'installe en France, à Limoges, avant de monter à Paris. 
Il enregistre pour Erato des œuvres de Bartók, Liszt, Debussy, Brahms et Chopin, et l'intégrale des sonates pour piano et violoncelle de Beethoven et de Brahms avec János Starker.
Sous la direction de Jean-François Paillard, il enregistre deux concertos de J S Bach et deux de Mozart, dont le fameux KV 488. 
Il reçoit le grand prix du disque en 1957 pour l'un de ses premiers enregistrements. En 1962, György Sebők quitte la France pour les États-Unis où il rejoint János Starker à l'école de musique de l'université de l'Indiana à Bloomington, pour y enseigner le piano.
En 1973, il crée à Ernen (Valais, Suisse) sa propre masterclasse, puis en 1987 un festival, qu'il dirigera jusqu'à sa mort le 14 novembre 1999 .
György Sebök était professeur invité à la Berlin Hochschule en Allemagne et membre à vie de la Toho-Gakuen School of Music de Tokyo. Il enseignait régulièrement dans les écoles de musiques suivantes : Banff Center of Arts (Canada), Amsterdam Conservatorium, Barcelone, Stuttgart, Paris,…
Parmi ses élèves qui ont fait carrière comme pianistes et pédagogues figurent notamment Hortense Cartier-Bresson et Denis Pascal, tous deux enseignants au CNSMDP, Véronique Roux, Olivier Chauzu, Jacinthe Couture, ainsi que la chanteuse, violoncelliste et pianiste Marie-Paule Milone, ou encore la pianiste bulgare Marietta Petkova.
En 1998, un documentaire de 52 min est consacré à György Sebök, suivi d'un second opus de 90 min en 2011. Ces films permettent d'entendre le pianiste jouer mais aussi parler de la pédagogie et de la musique comme une « langue maternelle ». Des extraits sont disponibles sur Youtube et sur le site de la production Altomedia.
En 2023, le livre György Sebők - Life through music (en anglais) est écrit et publié par Thalia Perry, qui a reçu ses enseignements durant une vingtaine d'années à Ernen (Suisse) notamment. Cet ouvrage s'adresse aux musiciens tout comme à un large public, tant les messages de György Sebők sont universels.